# 古爾德海岸
84°30′S 150°0′W / 84.500°S 150.000°W
古爾德海岸（英語：Gould Coast）是南極洲的海岸，位於羅斯冰架東側，處於斯科特冰川西岸和賽普爾海岸南端之間，以美國探險隊的地質學家命名。